# Sunaho Tobe
Sunaho Tobe (戸部 淑?, Tobe Sunaho; 16 novembre 1974) è una disegnatrice e illustratrice giapponese molto popolare in patria, soprattutto tra gli appassionati di videogiochi.
La sua carriera iniziò alla software house Compile, per la quale disegnò i personaggi dei giochi Apple Sauce: Anoko to Natsu Matsuri e Float Land no Otogi Banashi, entrambi usciti su DiskStation, per proseguire con diversi altri prodotti della stessa ditta (tra cui Puyo Puyo 4, noto anche come Puyo Puyon).
Lasciata la Compile è diventata freelance, lavorando a numerosi progetti come illustrazioni di light novel e giochi per altre compagnie. Nel 2005, lavorò come character designer della serie animata Zettai shōnen.

## Lavori
- Dengeki PlayStation (illustrazione di frontespizio, Dengeki yonkoma, copertina)
- Puyo Puyon (key animation, CG)
- Chocolate Kiss (character design, illustrazioni chiave)
- Riberu Fantasia (character design, illustrazioni)
- Kyō no Wanko (gioco su PS2; character design ed illustrazioni)
- Zettai shōnen (character design originale)
- Riviera: The Promised Land (gioco per GBA e PSP; key animation, illustrazioni)
- Yggdra Union (illustrazioni sulle carte)
- Orusu Banshee (illustrazioni)
- Concerto Gate (character design)
- GA Mini Gashū: "Tobe Sunaho Sakuhinshū" (GAミニ画集「戸部淑作品集」? lit. GA Mini Artbook: Tobe Sunaho Collection)
- Duane Sirk (illustrazioni)
- Summon Night: Twin Age ~Seiri-tachi no Kyōmei~ (character design)

Sources: 